# Lasbordes
Lasbordes är en kommun i departementet Aude i regionen Occitanien  i södra Frankrike. Kommunen ligger  i kantonen Castelnaudary-Sud som ligger i arrondissementet Carcassonne. År 2022 hade Lasbordes 824 invånare.

## Befolkningsutveckling
Antalet invånare i kommunen Lasbordes
Referens: INSEE